# Alfa Romeo MiTo
Alfa Romeo MiTo  je sportski supermini automobil s troje vrata, službeno predstavljen 19. lipnja 2008. godine u dvorcu Sforza, u Milanu, Italiji. Međunarodno predstavljanje održalo se na Britanskom međunarodnom sajmu automobila 2008. godine. Ime je dobio po gradovima Milanu (gdje je dizajniran) i Torinu (gdje je proizveden), a na talijanskom znači mit. Ukupno ih se proizvelo 275.847 primjeraka.

## Dizajn
Snagu motora prenosi isključivo na prednji pogon sa sistemom DNA (Dynamic, Normal, and All-Weather). Ima ugrađen Q2 elektronički diferencijal na prednjim kotačima, koji se aktiva s DNA prekidačem u Dynamic položaju i omogućuje brže i čvršće skretanje bez gubitka vuče. Stražnja svjetla su LED i ima prtljažnik kapaciteta 250 L.
2010. godine predstavljen je novi mjenjač na salonu automobila u Ženevi 2010. godine, šestostepeni TCT koji proizvodi Fiat Powertrain Technologies.
2014. godine MiTo dobiva 0.9 L motor od 105 KS, novu kromiranu rešetku, antracit sivu boju i nove sjajna prednja svjetla. Interijer je ažuriran novim presvlakama, tri nove nadzorne ploče, kao i novi Uconnect 5.0 infotainment sustavi.
2016. godine revidirani dobiva obnovljenu prednju masku s novim logotipom marke, nova boja karoserije i novi dizajn naplataka. Dostupni su Mito, Super i Veloce. Prethodni MiTo QV postao je Mito Veloce, dostupan s motorom od 170 KS i TCT mjenjačem.

## MiTo Quadrifoglio Verde
Predstavljen na salonu automobila u Frankfurtu 2009. s 1.4 turbo motorom snage 170 KS s novoprojektiranim ovjesom, upravljačem i novim šestostepenim mjenjačem C635 koji je razvio Fiat Powertrain Technologies. Njegova specifična snaga od 124 KS po litri bila je najveća u svom segmentu u to vrijeme. Nova multiair tehnologija omogućuje potrošnju goriva od 6/100 km u i emisiju CO2 od 139 g/km.
Dolazio je s većim prednjim kočionim diskovima od 305 mm i 18" aluminijske naplatke, kao opciju sjedala s ugljeničnim vlaknima Sabelt.
Od 2014. QV je bio dostupan s robotiziranim mjenjačem TCT
2016. facelift QV preimenovan je u Veloce.

## Specifikacije
| Motor                 | Tip              | Obujam           | Snaga                         | Okretni moment       | 0–100 km/h       | Max. brzina      | Godina           |
| Benzinski motori      | Benzinski motori | Benzinski motori | Benzinski motori              | Benzinski motori     | Benzinski motori | Benzinski motori | Benzinski motori |
| --------------------- | ---------------- | ---------------- | ----------------------------- | -------------------- | ---------------- | ---------------- | ---------------- |
| 0.9 TwinAir 85        | I2               | 875 cc           | 63 kW (85 KS) pri 5500 okr.   | 145 Nm pri 2000 okr. | 12,5 s           | 174 km/h         | 2011–2012        |
| 1.4 MPI               | I4               | 1.368 cc         | 58 kW (78 KS) pri 6000 okr.   | 120 Nm pri 4750 okr. | 12,3 s           | 165 km/h         | 2008–            |
| 1.4 MPI               | I4               | 1.368 cc         | 70 kW (95 KS) pri 6000 okr.   | 129 Nm pri 4750 okr. | 11,2 s           | 180 km/h         | 2008–            |
| 0.9 Twinair 105       | l2               | 875 cc           | 78 kW (105 KS) pri 5750 okr.  | 145 Nm pri 2000 okr. | 11,4 s           | 184 km/h         | 2011             |
| 1.4 TB                | I4               | 1.368 cc         | 88 kW (120 KS) pri 5000 okr.  | 206 Nm pri 1750 okr. | 8,8 s            | 195 km/h         | 2008–2009        |
| 1.4 TB                | I4               | 1.368 cc         | 114 kW (155 KS) pri 5500 okr. | 230 Nm pri 3000 okr. | 8,0 s            | 215 km/h         | 2009–            |
| 1.4 MPI (multiair)    | I4               | 1.368 cc         | 77 kW (105 KS) pri 6500 okr.  | 130 Nm pri 4000 okr. | 10,7 s           | 187 km/h         | 2009–            |
| 1.4 TB (multiair)     | I4               | 1.368 cc         | 99 kW (135 KS) pri 5250 okr.  | 206 Nm pri 1750 okr. | 8,4 s            | 207 km/h         | 2009–            |
| 1.4 TB (multiair) TCT | I4               | 1.368 cc         | 99 kW (135 KS) pri 5250 okr.  | 230 Nm pri 1750 okr. | 8,2 s            | 207 km/h         | 2010–            |
| 1.4 TB (multiair)     | I4               | 1.368 cc         | 125 kW (170 KS) pri 5500 okr. | 250 Nm pri 2500 okr. | 7,5 s            | 219 km/h         | 2009–            |
| 1.4 TB (multiair) TCT | I4               | 1.368 cc         | 125 kW (170 KS) pri 5500 okr. | 250 Nm pri 2500 okr. | 7,3 s            | 219 km/h         | 2014–            |
| Dizel motori          |                  |                  |                               |                      |                  |                  |                  |
| 1.3 JTD               | I4               | 1.248 cc         | 66 kW (90 KS) pri 4000 okr.   | 200 Nm pri 1750 okr. | 11,8 s           | 178 km/h         | 2008–2009        |
| 1.3 JTD               | I4               | 1.248 cc         | 70 kW (95 KS) pri 4000 okr.   | 200 Nm pri 1500 okr. | 11,6 s           | 180 km/h         | 2009–            |
| 1.3 JTD               | I4               | 1.248 cc         | 62 kW (85 KS) pri 3500 okr.   | 200 Nm pri 1500 okr. | 12,9 s           | 174 km/h         | UK version       |
| 1.3 JTD               | I4               | 1.248 cc         | 62 kW (85 KS) pri 3500 okr.   | 200 Nm pri 1500 okr. | n/a              | n/a              | 2011–            |
| 1.6 JTD               | I4               | 1.598 cc         | 88 kW (120 KS) pri 3750 okr.  | 320 Nm pri 1750 okr. | 9,7 s            | 198 km/h         | 2008–            |
| LPG engine            |                  |                  |                               |                      |                  |                  |                  |
| 1.4 Turbo GPL         | I4               | 1.368 cc         | 88 kW (120 KS) pri 5000 okr.  | 206 Nm pri 1750 okr. | 8,8 s            | 198 km/h         | 2009–            |